# Werner Godemann
Werner Godemann (* 25. März 1924 in Satow; † 28. November 2010 in Leipzig) war ein deutscher Schauspieler.

## Leben und Karriere

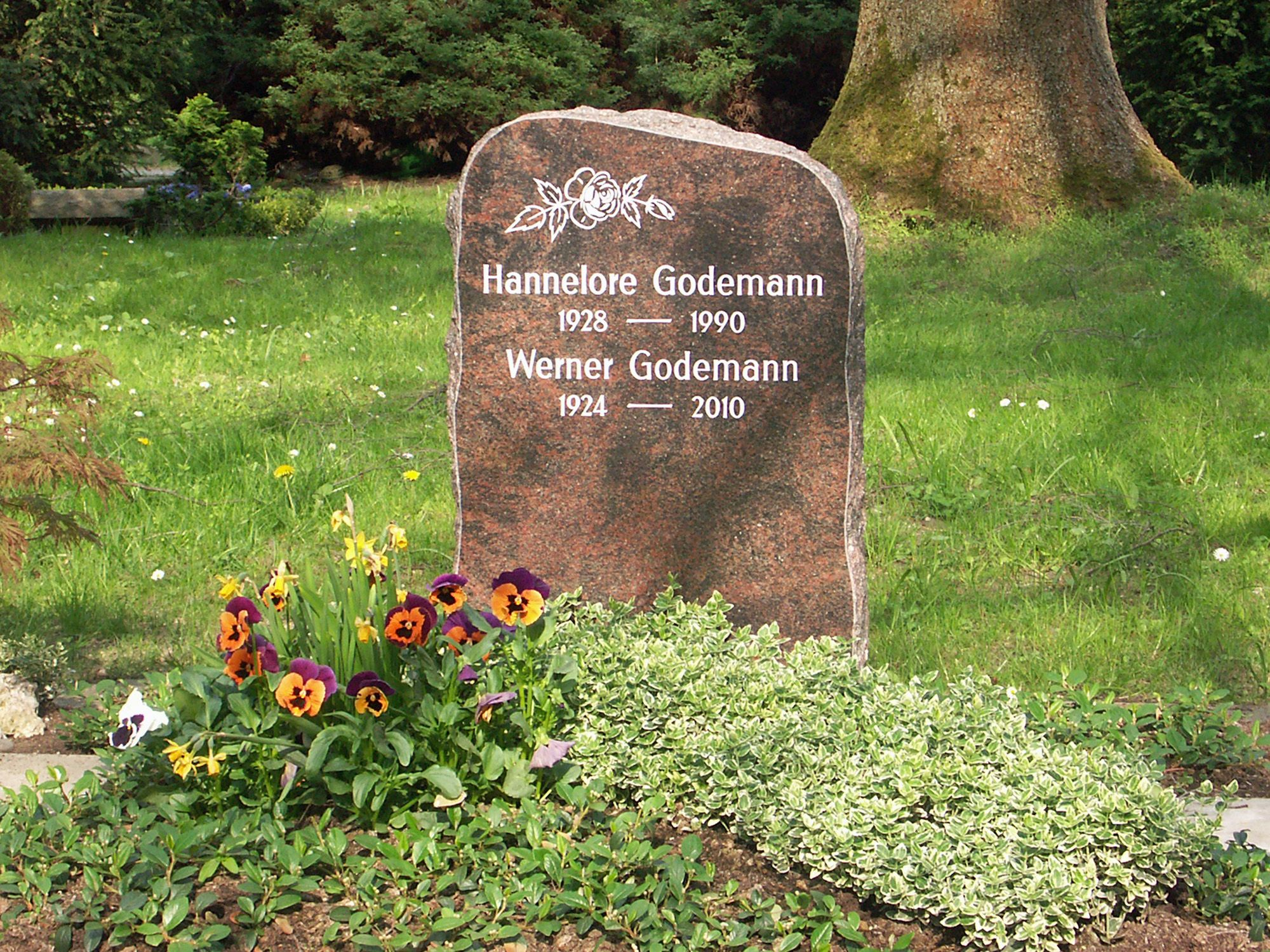
Grabstätte auf dem Leipziger Südfriedhof

Werner Godemann wurde im mecklenburgischen Satow geboren. In frühester Kindheit zog er mit seiner Familie nach Berlin, wo er nach seinem Schulabschluss eine Ausbildung zum Bauzeichner absolvierte. Nach Ende des Zweiten Weltkrieges arbeitete er zunächst einige Jahre lang als Werftarbeiter in Rostock.
In den 1950er-Jahren zog Godemann aufgrund seiner Schauspielausbildung nach Güstrow. Er bekam Theaterengagements in Luckenwalde, Potsdam, Neustrelitz und Eisenach, bis er langjähriges Ensemblemitglied und ab 1995 Ehrenmitglied der Städtischen Bühnen Leipzig wurde. Auf einer dieser Stationen lernte er seine spätere Ehefrau Hannelore Brenner (1928–1990) kennen – eine Soubrette am Theater Neustrelitz. Das Paar heiratete später und bekam drei Söhne.
Er trat vor allem ab den 1970er-Jahren mit zahlreichen Charakterrollen in Gegenwartsfilmen und auch Lustspielen auf. Für das Hallenser Fernsehtheater Moritzburg war er von 1967 bis 1990 tätig. In dessen Gerichtssendung Von Fall zu Fall (1989) spielte er in allen neun Folgen den Vorsitzenden. Davor hatte er Hauptrollen in Produktionen wie Drei Fastnachtspiele des Hans Sachs (1967), Dialog im Krankenzimmer (1970), Die Zaubernacht (1977) und Zweimal Katharina (1978). Einem Millionenpublikum bekannt wurde er auch ab Ende der 1980er-Jahre durch seine Rolle als Kriminalrat Jäger in der Reihe Polizeiruf 110. Godemann wirkte als Schauspieler vor der Kamera bis zum Jahr 1995 in über 50 Film-und-Fernsehproduktionen mit. Gelegentlich war Godemann auch als Synchronsprecher tätig.
Godemann wohnte im Leipziger Stadtteil Paunsdorf. In seinen letzten Lebensjahren hatte er gesundheitlich mit den Folgen eines Schlaganfalls zu kämpfen. Godemann starb am 28. November 2010 im Alter von 86 Jahren. Die Leipziger Volkszeitung widmete ihm einen Nachruf am 4./5. Dezember 2010. Seine Beisetzung fand am 21. Dezember 2010 auf dem Leipziger Südfriedhof statt.

## Filmografie
- 1964: Schwarzer Samt
- 1966: Der Staatsanwalt hat das Wort: Tote Seelen (TV-Reihe)
- 1969: Fastnachtspiele des Hans Sachs (Fernsehtheater Moritzburg)
- 1969: Barents heißt unser Steuermann
- 1971: Verspielte Heimat
- 1971: Du und ich und Klein-Paris
- 1972: Trotz alledem!
- 1975: Spätpodium: Tingel-Tangel oder Die Kunst zu unterhalten (Fernsehtheater Moritzburg)
- 1976: Wohlverdiente Ruhe (Fernsehtheater Moritzburg)
- 1976: Nelken in Aspik
- 1977: Die unverbesserliche Barbara
- 1978: Jugendweihe
- 1978: Anton der Zauberer
- 1978: Polizeiruf 110: Schuldig (TV-Reihe)
- 1979: P.S.
- 1979: Bis daß der Tod euch scheidet
- 1979: Tull
- 1979: Einfach Blumen aufs Dach
- 1979: Addio, piccola mia
- 1979: Lachtauben weinen nicht
- 1979: Polizeiruf 110: Am Abgrund (TV-Reihe)
- 1981: Asta, mein Engelchen
- 1982: Familie Rechlin (TV-Zweiteiler)
- 1982: Polizeiruf 110: Schranken (TV-Reihe)
- 1983: Polizeiruf 110: Der Selbstbetrug (TV-Reihe)
- 1983: Fariaho
- 1984: Der Staatsanwalt hat das Wort: Ein Kartenhaus
- 1984: Heiße Ware in Berlin
- 1984: Wo andere schweigen
- 1985: Meine Frau Inge und meine Frau Schmidt
- 1985: Polizeiruf 110: Traum des Vergessens (TV-Reihe)
- 1986: Das Haus am Fluß
- 1986: Stielke, Heinz, fünfzehn…
- 1987: Polizeiruf 110: Explosion (TV-Reihe)
- 1987: Wengler & Söhne
- 1987: Vernehmung der Zeugen
- 1988: Fallada – Letztes Kapitel
- 1988: Mit Leib und Seele
- 1988: Polizeiruf 110: Der Kreuzworträtselfall (TV-Reihe)
- 1988: Der Eisenhans
- 1988: Leben und leben lassen
- 1989: Polizeiruf 110: Der Wahrheit verpflichtet (TV-Reihe)
- 1989–1990: Von Fall zu Fall (TV-Reihe, 9 Folgen)
- 1990: Rückwärtslaufen kann ich auch
- 1990: Polizeiruf 110: Warum ich … (TV-Reihe)
- 1990: Pause für Wanzka
- 1990: Polizeiruf 110: Abgründe (TV-Reihe)
- 1991: Trillertrine
- 1991: Farßmann oder Zu Fuß in die Sackgasse
- 1992: Vaterland
- 1992: Tatort – Ein Fall für Ehrlicher (TV-Reihe)
- 1995: Tatort – Falsches Alibi (TV-Reihe)
- 1995: Ein seltsamer Heiliger